# Buteo lagopus
Buteo lagopus là một loài chim trong họ Accipitridae.
Chúng được tìm thấy ở các vùng Bắc Cực và Cận Bắc Cực của Bắc Mỹ, Châu Âu và Nga trong mùa sinh sản và di cư về phía nam vào mùa đông. 
Chúng có thân dài 46–60 cm (18–24 in) với sải cánh dài 120 đến 153 cm (47 đến 60 in). Cân nặng 600 đến 1.660 g (1,32 đến 3,66 lb) chim mái thường lớn hơn và nặng hơn chim trống. Cân nặng dường như tăng từ mùa hè sang mùa đông ở cá thể trưởng thành, mức trung bình 822 đến 1.027 g (1,812 đến 2,264 lb) ở chim trống và mức 1.080 đến 1.278 g (2,381 đến 2,818 lb) ở chim mái.

## Hình ảnh

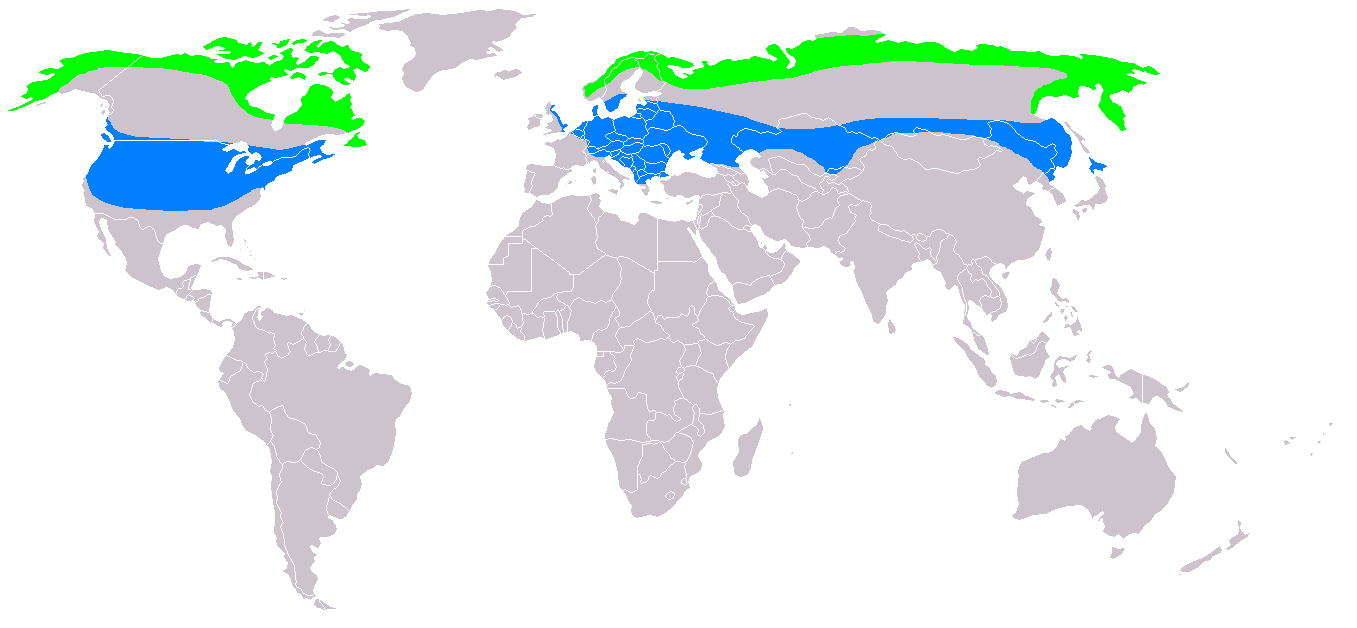
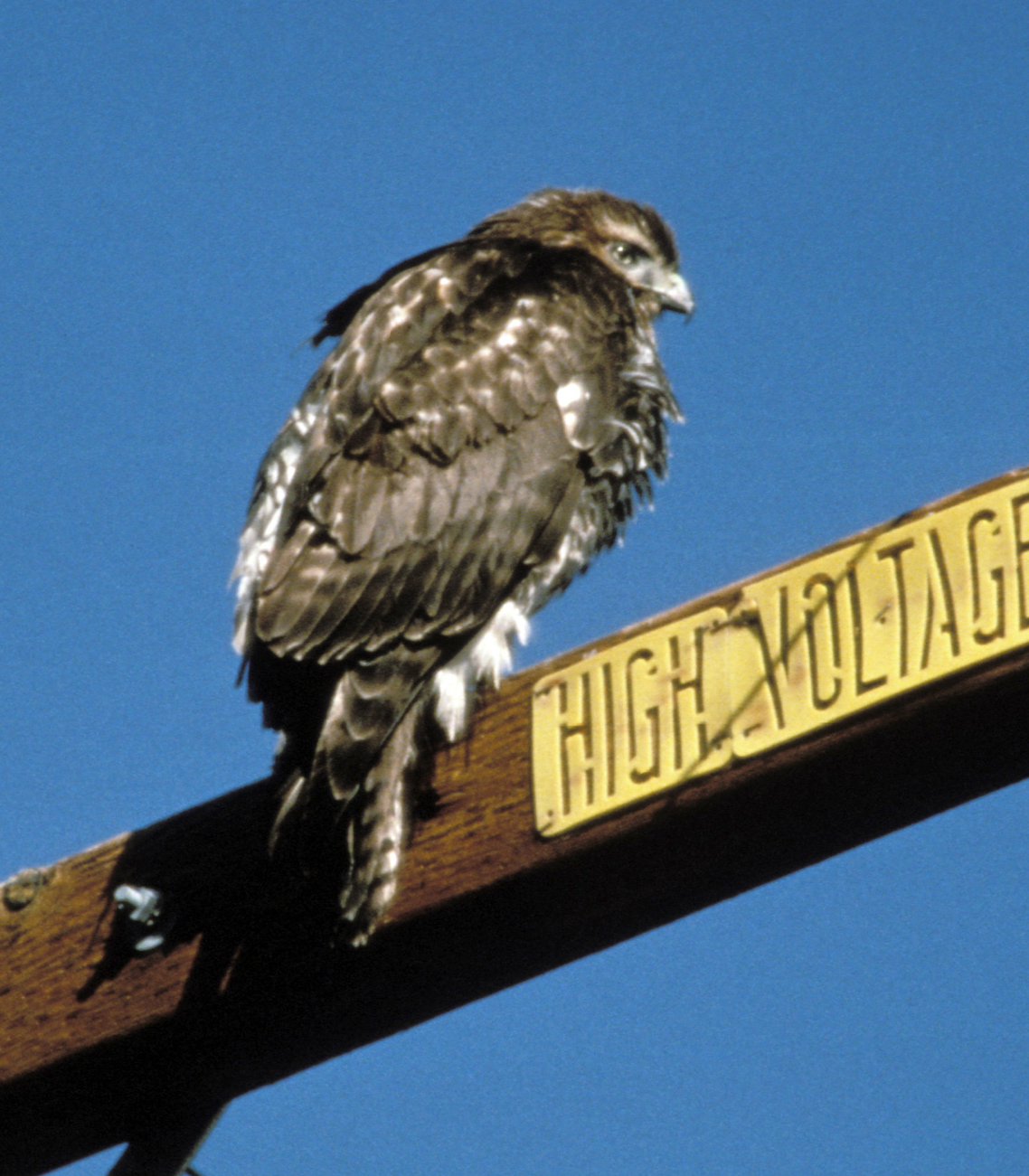
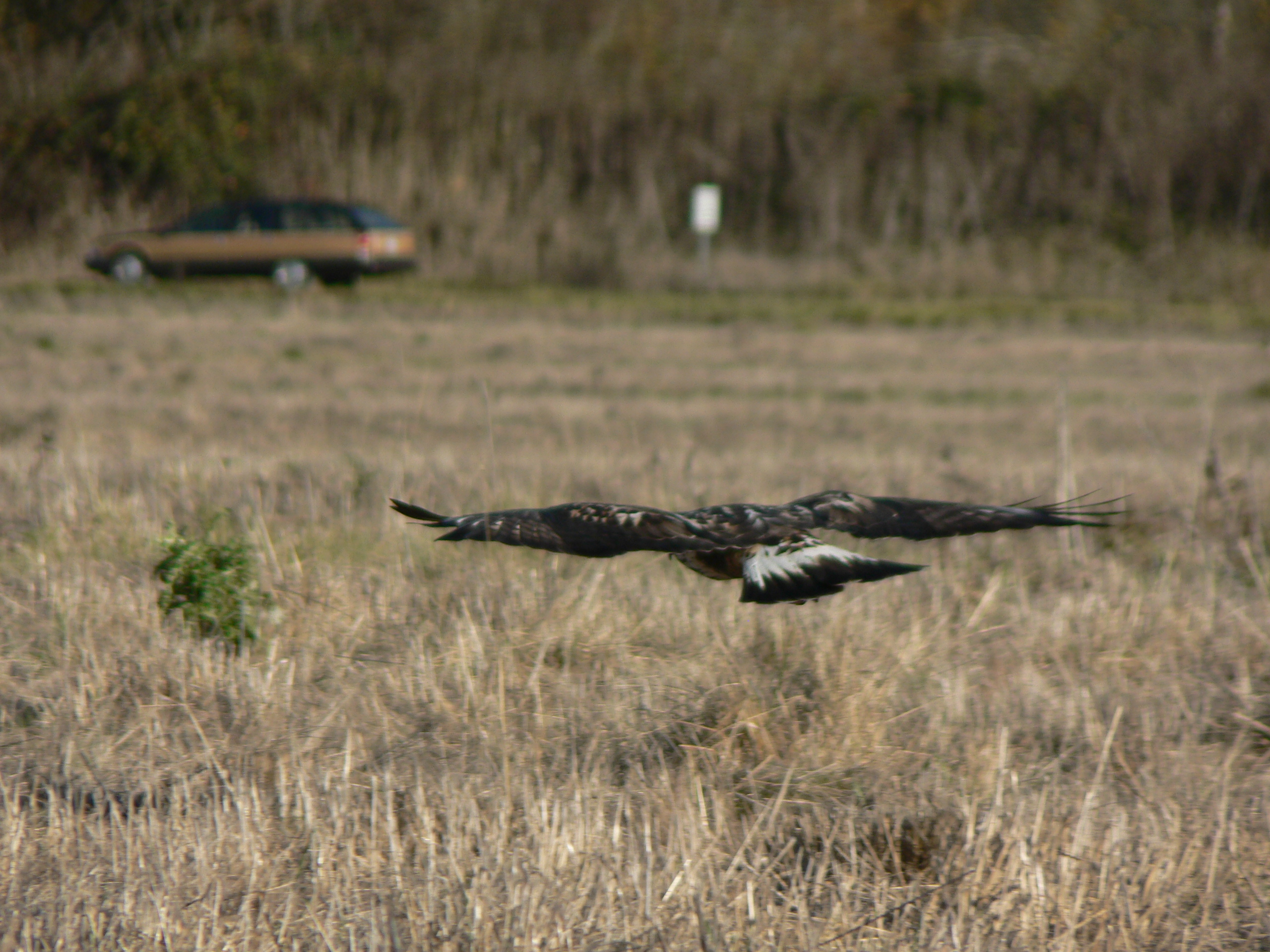
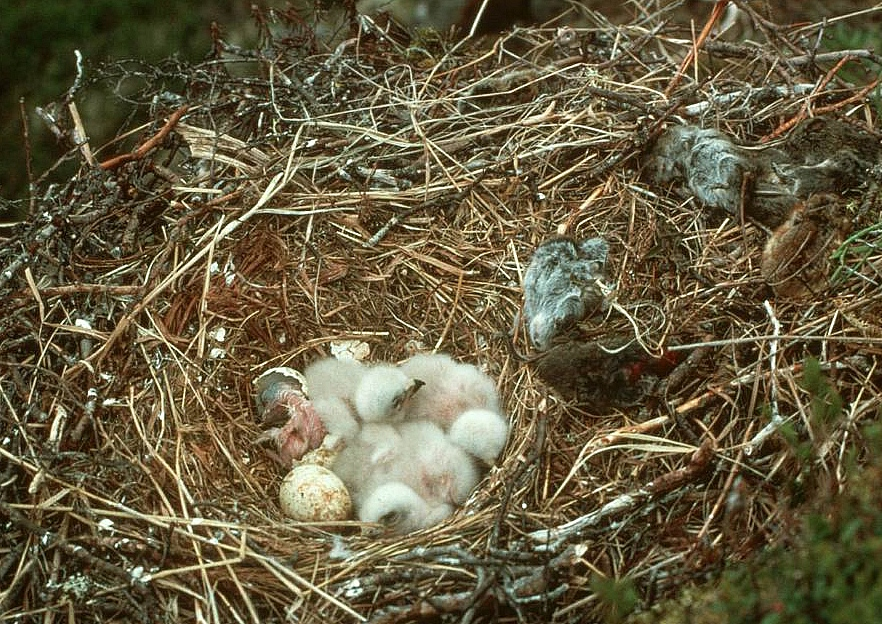
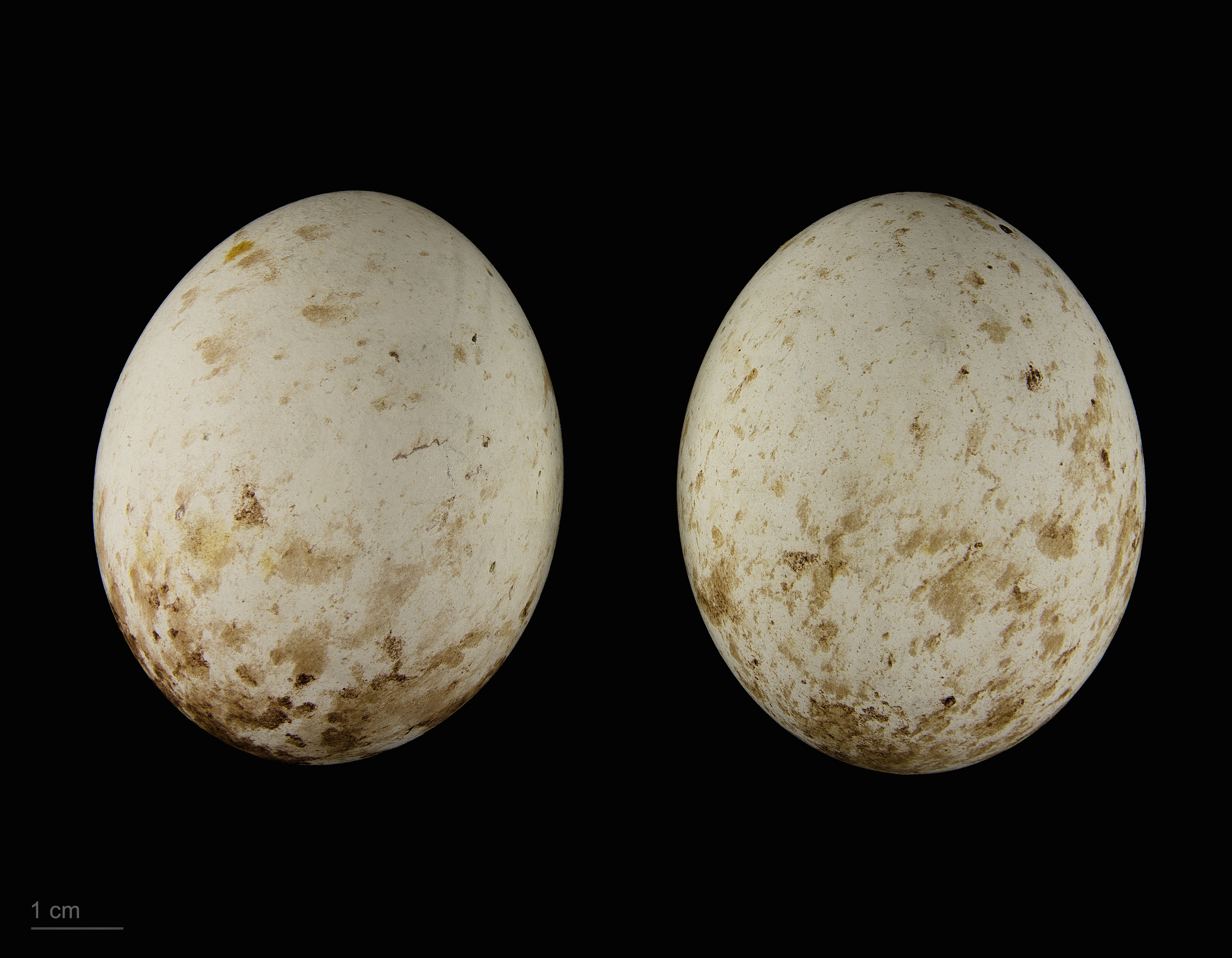
Museum specimen